# Оскар, герцог Сконе
Его Королевское Высочество Оскар Карл Улоф (швед. H.K.H. Oscar Carl Olof, hertig av Skåne; род. 2 марта 2016, Стокгольм) — шведский принц, герцог Сконе, второй ребёнок наследницы шведского престола кронпринцессы Виктории и её супруга герцога Вестергётландского Даниэля. Является четвёртым внуком короля Швеции Карла XVI Густава и королевы Сильвии. Он занимает третье место в линии наследования шведского престола после матери и своей сестры принцессы Эстель, герцогини Эстергётландской.

## Рождение
4 сентября 2015 года королевский двор объявил, что кронпринцесса Виктория ожидает своего второго ребёнка в марте 2016 года.
Принц Оскар родился 2 марта 2016 года в 20:28 в столичной Каролинской больнице. Во время состоявшейся пресс-конференции принц Даниэль сказал, что рост новорождённого — 52 см, вес — 3655 г.
В силу закона об абсолютной примогенитуре, действующего в Швеции с 1980 года, новорождённый принц является третьим в порядке наследования шведского престола после своей матери и сестры; своим рождением он сместил на четвёртое место своего дядю принца Карла Филиппа. Будучи праправнуком британской принцессы Маргариты Коннаутской, принц Оскар входит также в порядок наследования британского престола.
Его имена и титулы были объявлены на заседании совета министров 3 марта королём Карлом XVI Густавом, после чего во дворце был отслужен благодарственный молебен Te Deum. Имена Оскар, Карл и Улоф в разное время носили короли Швеции. Провинция Сконе является самым южным титулярным герцогством в Швеции, ранее титул герцогов Сконе носили два кронпринца, ставшие позднее королями Швеции: Карл XV в 1859 году и Густав VI Адольф в 1950 году.
Рождение принца было отмечено салютом в 21 выстрел на острове Шеппсхольмен, напротив Стокгольмского дворца. Салюты также были произведены в Будене, Хернёсанде, Карлскруне и Гётеборге.
27 мая 2016 года принц Оскар был крещён архиепископом Антье Якелен в часовне Королевского дворца Стокгольма. Крестными родителями стали: кронпринц Фредерик Датский, кронпринцесса Метте-Марит Норвежская, тётя принцесса Мадлен, Оскар Магнусон (сын принцессы Кристины, двоюродный брат принцессы Виктории) и Ханс Острём (двоюродный брат принца Даниэля). Прямая трансляция крестин осуществлялась шведской общественной телевещательной организацией SVT.

## Награды
- Кавалер ордена Серафимов (с рождения);
- Кавалер ордена Карла XIII (с рождения).

## Титулование
- Его Королевское Высочество принц Оскар Шведский, герцог Сконе.